# ازوريغالن (أوكنز)
ازوريغالن هي إحدى مشيخات المملكة المغربية، تتبع جغرافيا لإقليم شتوكة آيت باها وإداريًا لأوكنز. يقدر عدد سكانها بـ 971 نسمة حسب الإحصاء الرسمي للسكان والسكنى لسنة 2004.